# Suchorośla

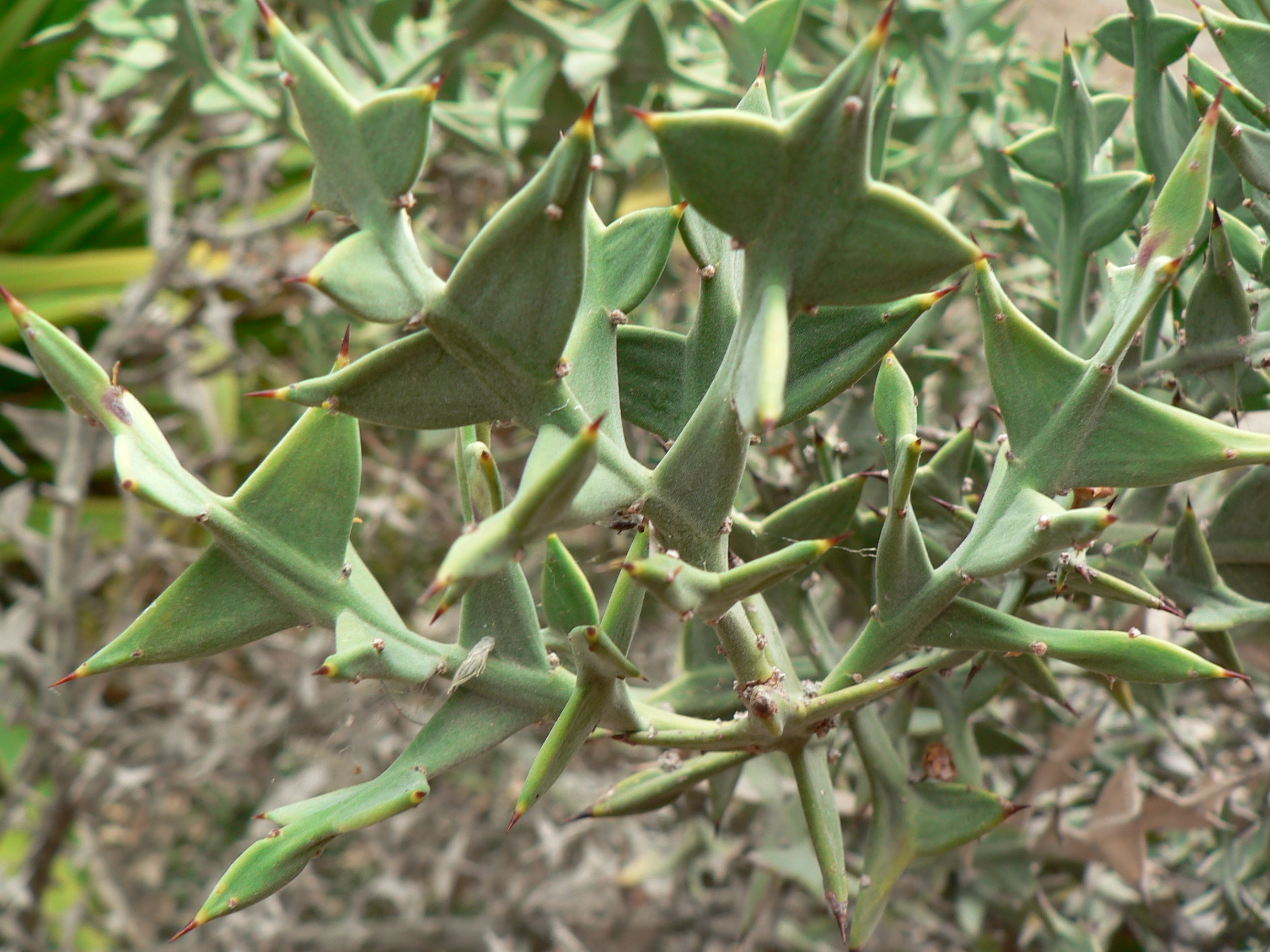
Sklerofit – kolekcja krzyżowa

Suchorośla, suchorosty, sklerofity (gr. sklēros – twardy, phyton – roślina) – kserofity przystosowane do życia w warunkach gorących i suchych za sprawą bardzo wydajnej gospodarki wodnej. W przeciwieństwie do sukulentów nie są przystosowane do gromadzenia wody w okresach, kiedy jest jej pod dostatkiem. Ich adaptacje związane są z możliwością znacznego ograniczenia transpiracji w okresie niedostatku wody i bardzo intensywną gospodarką wodną w okresach jej dostępności. Posiadają bardzo rozwinięty i głęboki system korzeniowy, którego masa zwykle jest dużo większa od masy pędu nadziemnego. Dzięki temu a także wysokiej wartości osmotycznej soku komórkowego i dużej liczbie szparek – rośliny te pobierają wówczas wielkie ilości wody z podłoża. Ciśnienie osmotyczne w ich komórkach czasami wynosi nawet 100 atm.
Sklerofity przystosowane są do drastycznego redukowania transpiracji (strat wody) poprzez redukowanie powierzchni liści (nierzadko są ich całkowicie pozbawione, często liście są łuskowato-igiełkowate), pokrycie ich grubą warstwą kutykuli, wykształcenie wielowarstwowej epidermy, umieszczanie szparek w zagłębieniach lub osłonięcie ich kutnerem. Liście są twarde, wzmocnione silnie rozwiniętą tkanką wzmacniającą i są długotrwałe – żyją do kilku lat. Często funkcję asymilacyjną u sklerofitów pełnią zielone łodygi, nierzadko spłaszczone w postaci gałęziaków.
Istnieją też anatomiczne przystosowania w budowie wewnętrznej tkanek. Zazwyczaj sklerofity mają grube blaszki liściowe, a mezofil jest zwarty, z niewielką ilością przestworów międzykomórkowych. Dominuje w nim miękisz palisadowy i odmiennie niż u większości innych roślin występuje on często po obydwu stronach blaszki liściowej, a miękiszu gąbczastego często brak.